# زرع الدم
زرع الدم (بالإنجليزية: Blood culture)‏ هو فحص طبي معملي لاكتشاف إذا ما كان هناك بكتريا أو فطريات في دم الشخص محل الفحص. في العادة لا يحتوي الدم على ميكروبات. عن طريق زراعة الدم من الممكن التعرف على الميكروبات واختبار إذا ما كانت تتمتع بمقاومة للمضادات الحيوية من عدمه. وهو ما يمنح الفرصة للطبيب المعالج لوصف العلاج الأنسب للحالة. من أجل إجراء هذا الاختبار توضع عينة  الدم في قارورتين َتحتويان على مستنبت، في العادة يتم السحب مرة واحدة ولكن في قارورتين منفصلتين، تخصص إحداهما للبكتريا الهوائية والأخرى للبكتريا اللاهوائية، من الممكن أن تكون نتيجة الفحص سلبية خاطئة إذا ما كان المريض يتناول مضادا حيويا، أو إذا لم تحتو الأنبوبتان على الكمية المناسبة من الدم. لكن بعض البكتريا لا تنمو جيدا في زراعة الدم وقد تتطلب تقنيات خاصة لإكتشافها. توضع الأنابيب في حضانات خاصة لعدة أيام حتى تعطي الفرصة للميكروبات للتكاثر. إذا تم إكتشاف نمو جرثومي في إحدى الأنابيب، يتم إضافة صبغة غرام للأنبوبة لتحديد ما إذا كانت البكتريا إيجابية الغرام أم سلبية الغرام. بسبب الإحتياج للتشخيص السريع وتحديد ما إذا كان الدم ملوثا بالبكتريا من عدمه، تم تطوير طرق أسرع للتعامل مع هذه العينات ومنها على سبيل المثال تفاعل البوليمراز المتسلسل ومطياف زمن الطيران.
ترجع بدابات استخدام هذه الطريقة إلى منتصف القرن التاسع عشر، لكن وجه الشبه بين الطريقة المستخدمة آنذاك والطريقة الحالية ضئيل جدا، فعلى سبيل المثال كان الفحص لإكتشاف الميكروبات يتضمن المشاهدة العينية لأنابيب الفحص حتى تم استبدال ذلك في عقد السبعينيات من القرن الماضي بالطريقة الآلية المعتمدة على قياس الغار الناتج عن الأيض الميكروبي. في الدول المتقدمة تم التخلي تماما عن أساليب الفحص اليدوية.

## التاريخ
كان زرع الدم من الفحوص الرائدة في بدايات القرن العشرين.
كانت الطريقة القديمة مستهلكة للمعامل.

## الاستخدامات
يكون الدم عادة خاليا من الميكروبات. بإمكان إجراءات يومية عادية كغسل الأسنان بالفرشاة إدخال الميكروبات إلى الجسم، إلا أن الميكروبات في هذه الحالة قليلة، ولا يمكن إكتشافها في زراعة الدم لأن الجهاز المناعي سرعان ما يتدخل مدمرا هذه الميكروبات. بإمكان البكتريا الوصول إلى الدم أيضا عن طريق الإلتهاب الخلوي، عدوى الجهاز البولي أو الإلتهاب الرئوي.  إن لم يتم القضاء على البكتريا فقد تنتشر إلى باقي أجهزة الجسم وأنسجته، أو تؤدي إلى ردة فعل مناعية شديدة يتسبب عنها حالة إلتهابية شديدة ومزمنة تعرف بالإنتان، والتي قد تهدد حياة المريض، والتي في حالة حدوثها تستوجب إجراء زرع الدم للتعرف على أنسب مضاد حيوي لحالة المريض.
عندما يكون الشخص مصابا بأعراض وعلامات العدوى الجهازية، فإن نتائج زرع الدم يمكن أن تحدد نوع العدوى ونوع المسبب (أو المسببات) من الأحياء الدقيقة والمسؤولة عن العدوى.
مثلا، زرع الدم يمكنه تحديد العامل المسبب لذات الرئة وحمى النفاس ومرض التهاب الحوض والتهاب لسان المزمار والإنتان والحمى مجهولة المنشأ. علما أن النتائج السلبية لا تدل على عدم وجود عدوى.

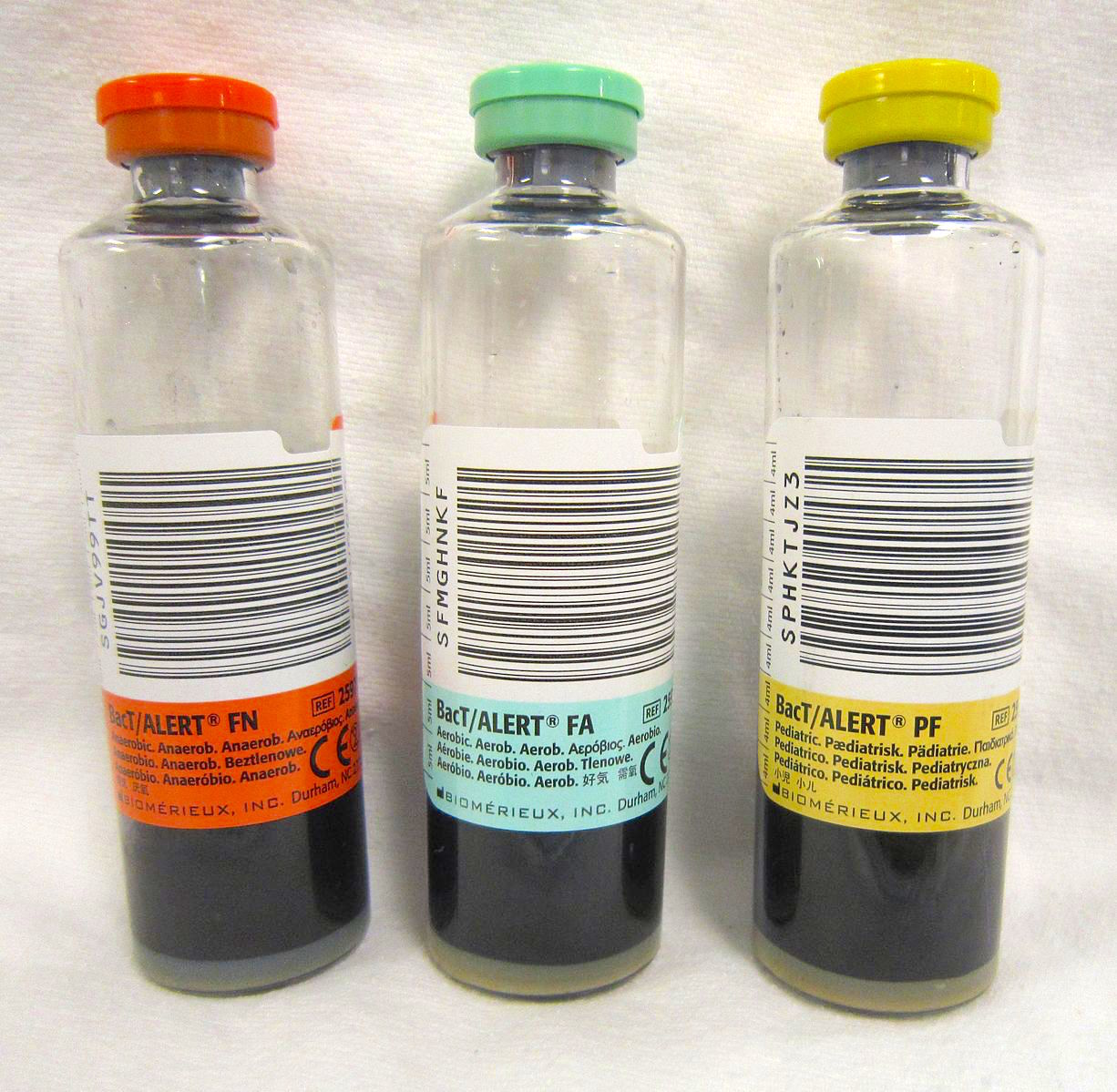
ثلاث عبوات لاستنبات الدم: لاهوائية وهوائية وخاصة بالأطفال.

## الطريقة

### القطف
تسحب عينة زرع الدم عادةً عبر بزل الوريد، ولا يُنصح بأخذ العينة من خط وريدي، بسبب ارتباط ذلك بمعدلات تلوث أعلى. مع ذلك، قد تؤخذ أحيانًا عينة عبر بزل الوريد وأخرى من الخط الوريدي لتشخيص العدوى المرتبطة بالقثطار. قبل سحب الدم، يعقم الجزء العلوي من كل عبوة باستخدام مسحة من الكحول لمنع التلوث، ثم ينظف الجلد الذي يغطي موقع البزل ويترك ليجف. توصي بعض البروتوكولات باستخدام معقم يحتوي على الكحول متبوعًا بمستحضر حاوي على كلورالهيكسيدين أو اليود. في المقابل، يعتبر البعض أن استخدام مطهر يحتوي على الكحول فقط كافيًا لهذا الإجراء. إذا تطلب الأمر سحب الدم لإجراء اختبارات أخرى في نفس وقت أخذ عينة الزرع، فيجب سحب عينات الزرع أولًا لتقليل خطر التلوث. قد يعطي العلاج المضاد للميكروبات نتائج سلبية زائفة، بسبب تثبيط هذه المضادات لنمو الميكروبات، ولهذا السبب، يفضل سحب عينات زرع الدم قبل إعطاء الأدوية المضادة للميكروبات للمريض. مع ذلك، قد لا يكون ذلك قابلًا للتطبيق لدى الأشخاص المصابين بأمراض خطيرة.
تتضمن عملية زرع الدم النموذجية سحب عينة كافية لعبوتي زرع دم، وتعتبر هاتان العبوتان معًا مجموعة واحدة. تكون إحدى العبوتين مصممة لتعزيز نمو الكائنات الهوائية، والأخرى مصممة لنمو الكائنات اللاهوائية. تكون الإصابة بالبكتيريا اللاهوائية غير شائعة لدى الأطفال، لذلك يمكن وضع العينة المسحوبة في العبوة الهوائية فقط، بهدف تقليل كمية الدم المسحوب إجمالًا. يوصى بسحب مجموعتين على الأقل من موقعين منفصلين عبر بزل الوريد. يساعد هذا في التمييز بين العدوى الحقيقية والتلوث، إذ لا يرجح أن توجد الملوثات في أكثر من مجموعة واحدة على عكس العوامل الممرضة الحقيقية. بالإضافة إلى ذلك، يزيد سحب كميات أكبر من الدم من احتمالية اكتشاف الكائنات الممرضة إن كانت موجودة.
تحتوي عبوات زرع الدم على وسط نمو يشجع تكاثر الكائنات الحية الدقيقة ومضاد تخثر يمنع تجلط الدم. تعتبر سلفونات بوليانيثول الصوديوم أكثر مضادات التخثر استخدامًا، لأنها لا تؤثر على نمو معظم الكائنات الحية. يختلف التركيب الدقيق لوسط النمو، لكن العبوات الهوائية تستخدم مرقًا غنيًا بالعناصر الغذائية، كنقيع الدماغ والقلب أو مرق فول الصويا بالتريبتيكاز مثلًا، بينما تحتوي العبوات اللاهوائية عادةً على عامل اختزال، كالثيوغليكولات. تمتلئ الساحة الفارغة في العبوة اللاهوائية بخليط غاز لا يحتوي على أكسجين.
تحتوي العديد من العبوات المصنعة تجاريًا على راتنج يمتص المضادات الحيوية لتقليل تأثيرها على الكائنات الحية الدقيقة في العينة. تكون الزجاجات المخصصة للأطفال مصممة لاستيعاب كميات أقل من الدم، وتحتوي على إضافات تعزز نمو العوامل الممرضة الأشيع لدى الأطفال. يمكن استخدام عبوات مخصصة أخرى للكشف عن الفطريات والمتفطرات. في البلدان ذات الدخل المنخفض والمتوسط، قد تعتبر الزجاجات المعدة مسبقًا باهظة التكلفة، ولهذا قد يكون تحضير الزجاجات يدويًا أمرًا ضروريًا. في بعض الأحيان، يكون الوصول إلى الإمدادات والمرافق المناسبة صعبًا، وقد يستحيل في بعض المناطق إجراء زرع دم.
يجب ألا تكون العبوات ناقصة أو فائضة الامتلاء، فقد يعطي نقص امتلائها نتائج سلبية زائفة بسبب وجود عدد أقل من الكائنات الحية في العينة، وفي المقابل، قد تمنع زيادة امتلائها نمو الميكروبات، لأن نسبة وسط النمو إلى الدم تصبح أقل نسبيًا. يقترح البعض أن تكون نسبة الدم إلى وسط الزرع بين 1: 10 و1: 5، لتحسين ظروف نمو الميكروبات. بالنسبة لزراعة الدم الروتينية من البالغين، يوصي معهد المعايير السريرية والمخبرية بأخذ عينات كافية لمجموعتين من العبوات من موقعين مختلفين في الجسم، مع سحب 20- 30 مل من الدم في كل مجموعة. غالبًا ما تعتمد كمية الدم المراد سحبها لدى الأطفال على عمر الطفل أو وزنه. قد تؤخذ عينات كافية لست عبوات في حال الاشتباه بوجود التهاب الشغاف.

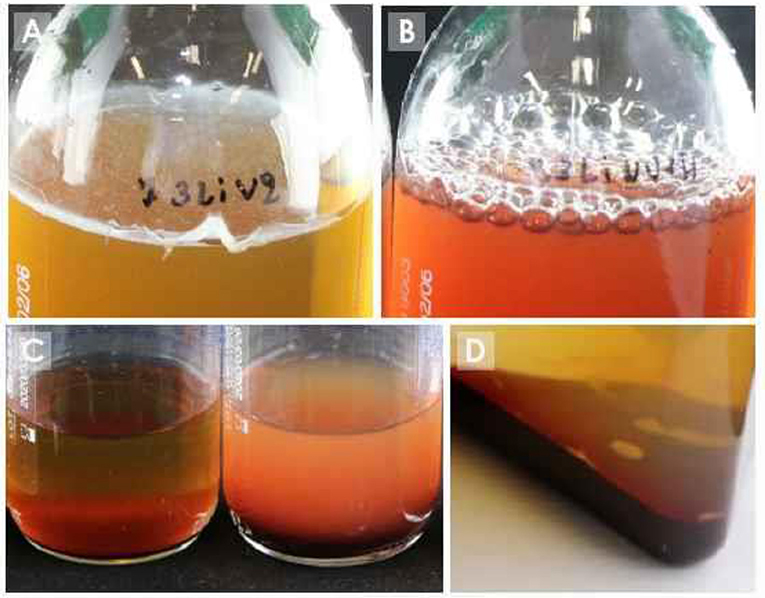
علامات النمو في أنظمة زراعة الدم اليدوية: أ) غشاء نمو على السطح (قشيرة). ب) فقاعات ناتجة عن توليد الميكروبات للغاز. ج) عكورة ناتجة عن نمو الميكروبات (في العبوة اليمنى). د) مستعمرات ميكروبية مرئية.

### الزرع
تحضن العبوات بعد جمع الدم في درجة حرارة مساوية لدرجة حرارة الجسم، لدعم نمو الكائنات الحية الدقيقة، وذلك لمدة تصل إلى خمسة أيام في الأنظمة الآلية عادةً، ومع ذلك، قد يكون اكتشاف العوامل الممرضة الشائعة ممكنًا في غضون 48 ساعة. قد تمدد فترة الحضانة أكثر عند استخدام طرق زراعة الدم اليدوية أو في حال الاشتباه في وجود كائنات بطيئة النمو، كبعض الأنواع المسببة لالتهاب الشغاف. تفحص عبوات زرع الدم في الأنظمة اليدوية بصريًا بحثًا عن مؤشرات النمو الميكروبي، وهذه قد تشمل: العكورة أو إنتاج الغاز أو ظهور مستعمرات ميكروبية مرئية أو تغير اللون نتيجة هضم الدم، وهو ما يسمى انحلال الدم. تكشف بعض أنظمة زراعة الدم اليدوية نمو الميكروبات عبر حجرة تمتلئ بالسائل عند إنتاج الميكروبات للغاز، أو قرص أغار مصغر يتشرب سائل الزرع بشكل دوري عبر قلب العبوة. غالبًا ما تؤخذ عينة من العبوة لتزرع على قرص أغار (وسط زرع ثانوي) في نهاية فترة الحضانة بغض النظر عن ظهور مؤشرات النمو، وذلك لضمان عدم ضياع فرصة الحصول على زرع إيجابي.
في البلدان المتقدمة، استبدلت طرق الزرع اليدوية إلى حد كبير بأنظمة آلية توفر المراقبة المحوسبة المستمرة لزجاجات الزرع. تتكون هذه الأنظمة، مثل باكتيك وباكت/ أليرت وفيرسا تريك، من حاضنة تمزج فيها عبوات الزرع باستمرار. تُكشف مؤشرات النمو في الأنظمة الآلية بواسطة أجهزة استشعار تقيس مستويات الغازات داخل عبوة الزرع -غالبًا غاز ثنائي أكسيد الكربون، إذ تعمل هذه الغازات كمؤشر على فعالية العملية الأيضية للميكروبات. يلفت منبه أو مؤشر مرئي انتباه اختصاصي الأحياء الدقيقة عندما تعطي أحد عبوات زرع الدم نتيجة إيجابية. إذا بقيت العبوة سليبة في نهاية فترة الحضانة، يتخلص منها المخبر عادةً دون إجراء زرع ثانوي.
يمكن استخدام تقنية تسمى طريقة الطرد المركزي-التحلل لتحسين عزل الكائنات الحية بطيئة النمو أو التي تتطلب شروطًا دقيقة للنمو، كالفطريات والمتفطرات والفيلقية. تعتمد هذه الطريقة على وضع الدم في أنبوب يحتوي على عامل يحلل خلايا الدم الحمراء والبيضاء، ثم تدور العينة في جهاز طرد مركزي، وذلك عوضًا عن احتضان الدم في عبوة مليئة بوسط النمو. تزيد هذه العملية تركيز المحتويات الصلبة للعينة، بما في ذلك الكائنات الحية الدقيقة في حال وجودها، لتشكل كرة صغيرة، وهذه الأخيرة تؤخذ لتزرع في وسط ثانوي. توفر هذه الطريقة حساسية أكبر من طرق زراعة الدم التقليدية، ولكنها أكثر عرضة للتلوث لأنها تتطلب معالجة مكثفة للعينة.

## الزراعة
بعد سحب العينات توضع في الأنابيب في حاضنات لها نفس درجة حرارة الجسم البشري لتشجيع الميكروبات على النمو، في الطريقة الآلية  تبقى الأنابيب في الحضانات لمدة 5 أيام.

## التعرف
إذا تم إكتشاف نمو بكتيري، يضيف الفاحص صبغة الجرام إلى جزء من العينة للتفريق ما بين البكتريا إيجابية الغرام وسلبية الغرام.

## المخاطر
هذه الطريقة لها نتائج إيجابية خاطئة وسلبية خاطئة.
بزل الوريد قد يؤدي لنتائج إيجابية خاطئة بنسبة 3٪، مما يؤدي لاختيار علاج غير ملائم.